# BurnAware
BurnAware è un software di masterizzazione freeware.
Alcune delle funzioni incluse sono:
- supporto per la creazione di CD audio e MP3
- supporto per la creazione di CD e DVD dati
- supporto per la creazione e masterizzazione di immagini .iso